# Château de Stalle

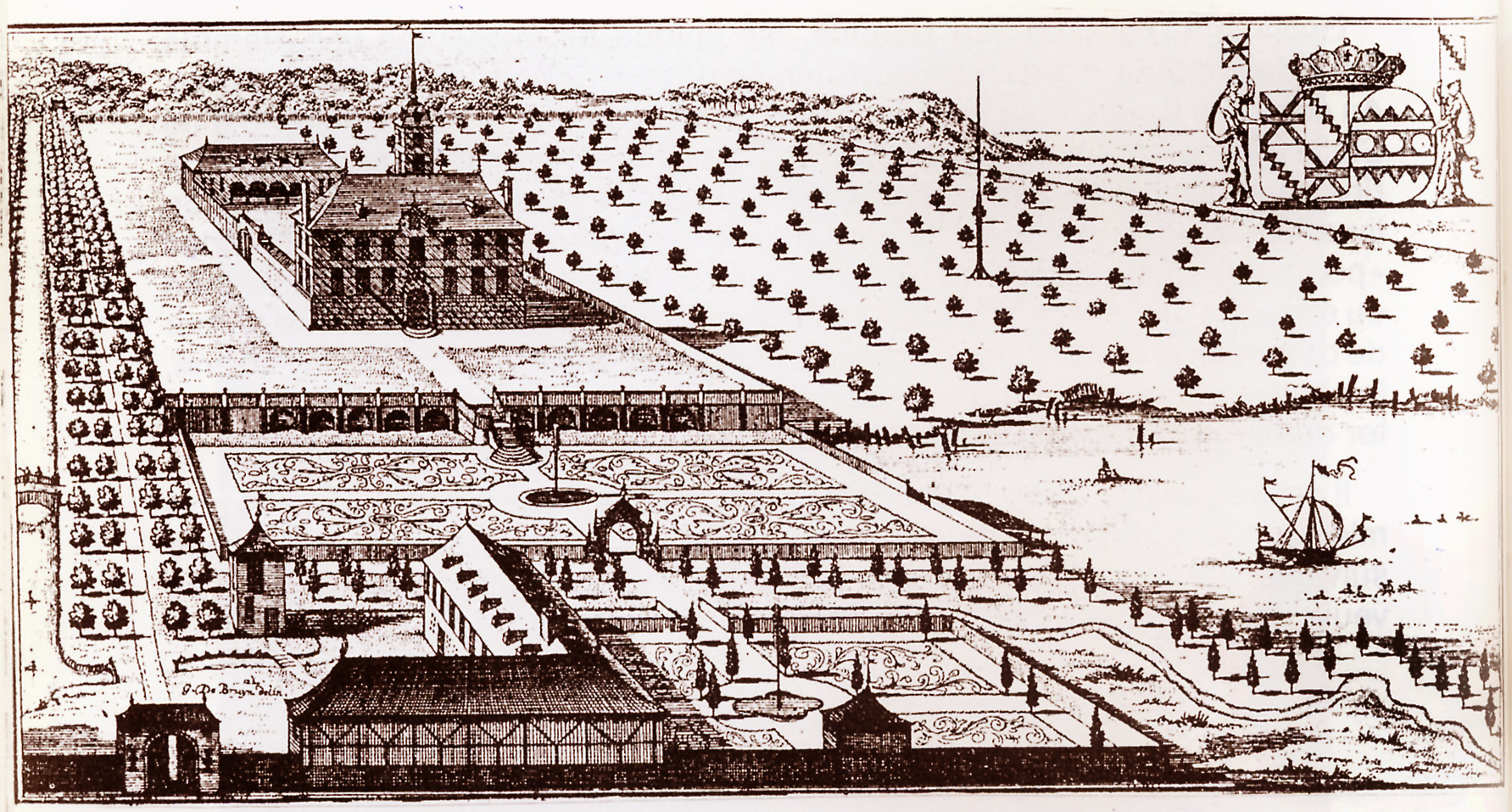
Le château de Stalle (qui sera appelé le Papenkasteel vers 1800) situé à Uccle en 1694.

Le château de Stalle, connu aussi à partir du XIXe siècle, sous le nom de Papenkasteel, château du Papenkasteel, château de Pape, château de Papenkasteel, est un château construit en 1685 et toujours debout, situé dans la commune bruxelloise d'Uccle, en Belgique. Le château, propriété privée, est un site patrimonial protégé. Le domaine est classé comme site Natura 2000.
Il est un survivant de ces "plaisantes campagnes" qui formaient autour de Bruxelles, un peu comme les malouinières, tout un chapelet de demeures entourées d'eau, les "Petit Venise", servant de campagne et de lieux de villégiature des familles des Lignages de Bruxelles.

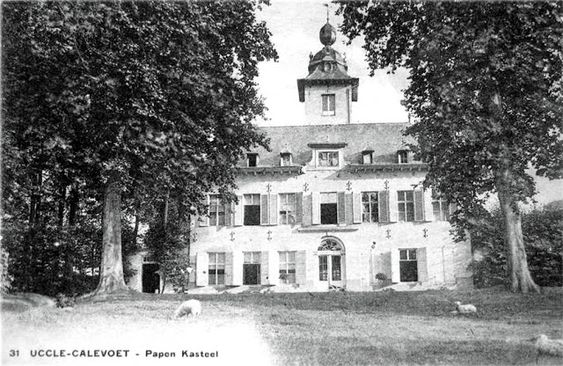
Le château de Papenkasteel avec le bulbe avant la rénovation de 1967.

## Historique
Avant 1600, le domaine appartenait au clergé de Saint-Jacques-sur-Coudenberg . Le prévôt le vendit au drapier Guillaume le Mire en 1616, après quoi il passa entre différents propriétaires au sein de la famille pendant près de 70 ans.
Le château de Stalle fut construit entre 1685 et 1688 par un bruxellois, le juriste Philippe-Vincent Franckheim (1637-1690), bourgeois de Bâle, conseiller au Conseil souverain de Brabant, seigneur foncier de Stalle en partie de 1689 à 1691.
C'est sur le territoire de la baronnie de Carloo et non pas sur celui de la seigneurie de Stalle que fut construit le château. Il prit néanmoins le nom de "Château de Stalle" de par les fonctions de son bâtisseur.
À la même époque il existait un château à Stalle (près de la chapelle de Stalle) que l'on peut qualifier de "château de Stalle" par excellence. Il avait été érigé par Jacques Bouton († 1686), chevalier, seigneur foncier de Stalle de 1652 à 1687. Ce château est parfois mentionné dans les archives sous le nom de "Château Bouton". Ce château n'était que la résidence secondaire de Jacques Bouton. Sa résidence principale était située près du "Fossé aux Loups" et s'appelait le "Warmoesbroeck".
Les seigneurs hautains de Stalle habitaient quant à eux dans le "Hof ten Hane" situé près de la gare de Calevoet. Cette résidence prit aussi le nom de "Château de Stalle".
Diverses rénovations ont eu lieu aucours du temps. Au XIXe siècle, l'ensemble a été aménagé en style néoclassique. Une tourelle surmonte le corps du logis, elle permet une vue panoramique sur les jardins et l'étang.
Au début du XXe siècle, une commune d'artistes, dont l'altiste Germain Prévost et le peintre français Abel Gerbaud, habitait le château.
Dans la seconde moitié du XXe siècle, l'ensemble du domaine est à nouveau entièrement restauré.
Dès 1967, le château a fait l'objet d'un plan particulier d’aménagement (PPA) qui a déterminé la destination résidentielle et dans lequel il a été précisé que le bâtiment et le domaine sont soumis à des règlements d'urbanisme spécifiques, y compris l'interdiction d'abattre de grands arbres sans l'approbation de la commune.
Le 16 octobre 1975, le château est classé à l’inventaire du patrimoine architectural sous le nom Château de Papenkasteel.

## Description
Il s'agit d'un édifice de briques en bandeau, caractérisé par une superbe tour.
L'élégant bulbe couronnant cette tour disparut en 1967 lors de la restauration de la toiture.
Le domaine est situé au nord de la réserve naturelle du Kriekenput. À l'ouest, de l'autre côté de la rue Engeland, il se connecte à la réserve naturelle du Kinsendael . Ils font tous trois partie de la même zone Natura 2000 appelée « ZSC II : zones boisées et ouvertes au sud de la Région bruxelloise » .
Sur le domaine se trouve le seul étang encore alimenté par le Geleytsbeek ; cet étang est le dernier bassin de rétention des onze moulins à eau qui se trouvaient sur le ruisseau.
Jusque récemment, le Geleytsbeek était voûté et dévié vers le réseau d'égouts. Depuis 2018, il s’écoule dans son ancien lit entre la rue Papenkasteel et la rue Engeland, y compris dans le domaine,. L'objectif était de séparer les eaux pluviales des eaux usées, d'éviter les inondations et d'améliorer la biodiversité sur le domaine de Papenkasteel dans le cadre de ce projet Natura 2000.
Neuf arbres sur la propriété sont inscrits à l'inventaire du patrimoine naturel de la Région de Bruxelles-Capitale. Le plus grand arbre est un platane d'une circonférence de plus de 5 mètres.

## Propriétaires
Après Philippe-Vincent Franckheim mort sans postérité en 1690, ce bien passa successivement à:
- Guillaume van Hamme (1636-1694), bourgmestre de Bruxelles, créé baron en 1686[12], membre des Lignages de Bruxelles (lignage Serroelofs), époux de Caroline-Françoise Franckheim, il était donc le beau frère et héritier des biens de Philippe-Vincent Franckheim du chef de sa femme ;
- Guillaume-Théodore van Hamme (1680-1728), 2e baron de Stalle par relief du 8 février 1695 ;
- Marguerite-Maximilienne van Turnhout, entre en possession du château en 1730 par achat pour 18 000 florins de la seigneurie de Stalle-Overhem, le livre de fiefs, etc. ;
- Anne-Marie-Philippine van Hamme (sœur de Guillaume-Théodore van Hamme sus-mentionné) et son mari Josse-Ignace Liser, roy d'armes, récupérèrent en 1732 la seigneurie de Stalle à la suite de l'invocation du droit au retrait lignager. Le couple avait emprunté pour ce faire 20 000 florins à la veuve d'Egide Dupuis, Anne-Marie Destrain, dame justicière de la Seigneurie de Stalle ;
- En 1734, la veuve Dupuis, à la suite du défaut de paiement de rente par le couple Liser-van Hamme, obtint de la Cour féodale la saisie et la vente en sa faveur de la seigneurie foncière de Stalle. Il s'agit d'une habile opération car le solde de la rente ne s'élevait plus qu'à 2 000 florins. Josse-Ignace Liser ne put que protester — en vain. Ainsi, grâce à ce rachat finalisé en 1735, le veuve Dupuis permit la réunification des seigneuries justicière et foncière de Stalle. Elle démembra ensuite une partie de sa seigneurie — dont le château de Stalle — en 1741. Le château n'eut dès lors plus le statut de résidence seigneuriale ;
- François de Clève, négociant, banquier bruxellois, racheta le château ainsi que le moulin et 4 bonniers de terres attentants en 1741 ;
- Jean-Pierre de Pape (1717-1786), seigneur de Wyneghem, racheta le château, le moulin et les 4 bonniers de terre en 1755 pour 12 000 florins à son propriétaire endetté François de Clève. La famille de Pape était une célèbre famille de brasseurs à Louvain au XVIe siècle ;
- François-Honoré de Ruysschen (1740-1770), comte d'Ellissem de Neufville, conseiller d'État, racheta le domaine le 14 mars 1770 pour 15 000 florins. De son épouse, Jeanne-Louise van der Stegen de Putte, il eut une fille qui épousa Jean-Joseph-Philippe van der Noot (1746-1802), comte de Duras, dernier baron de Carloo (il était aussi un descendant de Guillaume van Hamme, baron de Stalle sus-mentionné). François-Honoré de Ruysschen décéda 4 mois après le rachat du château ;
- La douairière Claude Bellanger (Marie-Thérèse Collage de Zuniga), racheta le domaine le 5 août 1770 pour 13 028 florins à la veuve du comte d'Ellisem. La douairière Bellanger se remaria en 1771 avec Isidore de Ladeuze dit de Beaulaincourt ;
- Daniel Bauwens et son épouse Jeanne de Reickel, rachetèrent le château pour 1 600 florins et en firent relief le 8 octobre 1774 ;
- Jean de Saulnier et son épouse Suzanne-Marguerite Telaar, rachetèrent le château le 25 février 1775 ;
- Anne-Louise van der Noot de Duras (1744-1798), marquise de Laspiur, racheta le château pour 3 250 florins le 24 novembre 1775. Elle leva l'hypotèque de 10 000 florins sur le château héritée de la douairière Claude Bellanger. Elle était la fille de Philippe-Joseph van der Noot de Duras (descendant des barons de Carloo) et d'Honorine van Hamme (descendante des barons de Stalle) ;
- Joseph de Pape de Wyneghem (1760-1830), fils de Jean-Pierre de Pape sus-mentionné, industriel papetier possesseur des moulins à papier du Geleytsbeek, racheta le château en 1789 pour 16 000 florins. Il le conserva jusqu'à sa mort survenue en 1830. C'est lui qui a laissé au château de Stalle le nom de Papenkasteel[13] ;
- Charles-Clément-Auguste-Joseph Morel, directeur de la Société Générale des Pays-Bas racheta le château en 1830 pour 23 556 florins ;
- Josse-Justin-Gustave Van der Snickt, négociant bruxellois, racheté le château en 1833 pour 28 000 francs. Le château était alors grêvé de plus d'une hypothèque de 12 000 francs. Le moulin fut démembré du domaine en 1835 et revendu à la veuve de Jean-Baptiste Dansaert-Krain ;
- Léandre Desmaisières, ministre, en fut propriétaire de 1841 à 1865.
- Charles-Joseph-Désiré Otlet, industriel, propriétaire de 1865 à 1870.
- Henri Lavallée, bâtonnier de l'ordre des avocats près la cour d'appel, propriétaire de 1870 à 1883 année de sa mort.
- Familles Bodart et Van Becelaere (descendance d'Henri Lavallée), propriétaires de 1883 à 1918. Le château fut mis en location durant cette période avec pour occupants, successivement, les familles Parmentier, De Mot et Richaux.
- Charles Huge, pharmacien, propriétaire de 1918 à 1944.
- Jean Barré, propriétaire à partir de 1944 et jusqu’en 1992.
- Serge de la Roche, propriétaire depuis 1992.